# Quint Servili Estructe Prisc
Quint Servili Estructe Prisc (llatí: Quintus Servilius Structus Priscus) va ser un magistrat romà del segle v aC. Era probablement fill de Quint Servili Prisc Estructe. Formava part de la gens Servília i era de la família dels Servili Prisc.
Va ser cònsol l'any 468 aC juntament amb Tit Quint Capitolí Barbat. I va ser cònsol per segona vegada el 466 aC junt amb Espuri Postumi Albus Regil·lensis. Les dues vegades va dirigir exèrcits que van fer la guerra a les nacions veïnes, però no es destaca cap victòria en especial.